# Stagno e ginepreto di Platamona
Stagno e ginepreto di Platamona este o arie protejată (arie specială de conservare — SAC, sit de importanță comunitară — SCI) din Italia întinsă pe o suprafață de 1.613 ha, din care 48 % marine.

## Localizare
Centrul sitului Stagno e ginepreto di Platamona este situat la coordonatele 40°49′20″N 8°31′18″E / 40.822222°N 8.521667°E.

## Înființare
Situl Stagno e ginepreto di Platamona a fost declarat sit de importanță comunitară în septembrie 1995 pentru a proteja 37 de specii de animale. Situl a fost protejat și ca arie specială de conservare în aprilie 2017.

## Biodiversitate
Situată în ecoregiunea mediteraneană, aria protejată conține 13 habitate naturale: Dune de coastă cu Juniperus spp., Faleze cu vegetație de Limonium spp. endemic de pe coastele mediteraneene, Straturi cu Posidonia (Posidonion oceanicae), Dune mobile de-a lungul țărmului cu Ammophila arenaria („dune albe”), Dune împădurite cu Pinus pinea și/sau Pinus pinaster, Dune de pe litoral fixate cu Crucianellion maritimae, Peșteri marine scufundate complet sau parțial, Galerii și tufărișuri riverane sudice (Nerio-Tamaricetea și Securinegion tinctoriae), Lagune de coastă, Dune mobile cu vegetație embrionară, Bancuri de nisip acoperite în permanență slab de apă marină, Vegetație anuală la limita mareei, Dune cu vegetație ierboasă Malcolmietalia.
La baza desemnării sitului se află mai multe specii protejate:
- păsări (32): privighetoare-de-baltă (Acrocephalus melanopogon), pescăruș albastru (Alcedo atthis), Alectoris barbara, fâsă-de-câmp (Anthus campestris), egretă mare (Ardea alba), stârc roșu (Ardea purpurea), stârc galben (Ardeola ralloides), rață roșie (Aythya nyroca), buhai de baltă (Botaurus stellaris), pasărea ogorului (Burhinus oedicnemus), ciocârlie-cu-degete-scurte (Calandrella brachydactyla), bătăuș (Calidris pugnax), caprimulg (Caprimulgus europaeus), chirichița cu obraz alb (Chlidonias hybrida), chirighiță neagră (Chlidonias niger), erete de stuf (Circus aeruginosus), gușă vânătă (Cyanecula svecica), egretă mică (Egretta garzetta), șoim călător (Falco peregrinus), piciorong (Himantopus himantopus), stârc pitic (Ixobrychus minutus), Larus audouinii, ciocârlie de pădure (Lullula arborea), stârc de noapte (Nycticorax nycticorax), vultur pescar (Pandion haliaetus), Phoenicopterus ruber, lopătar (Platalea leucorodia), țigănuș (Plegadis falcinellus), Porphyrio porphyrio porphyrio, chiră de baltă (Sterna hirundo), chiră mică (Sternula albifrons), fluierar de mlaștină (Tringa glareola)
- amfibieni (1): Discoglossus sardus
- nevertebrate (1): Lindenia tetraphylla
- reptile (3): Caretta caretta, Euleptes europaea, țestoasă bănățeană (Testudo hermanni)

Pe lângă speciile protejate, pe teritoriul sitului au mai fost identificate 18 specii de plante, 96 de specii de păsări, 2 specii de amfibieni.